# Barco frigorífico
El barco frigorífico es un buque especializado en el transporte de cargas refrigeradas. Sus bodegas cuentan con equipo de frío y aislación térmica.
Actualmente se está cambiando a contenedores adaptados para llevar cargas refrigeradas o congeladas en los contenedores refeers, que son para este tipo de mercadería, el tipo de buque es comercialmente más apto, dado que lleva todo tipo de cargas incluyendo a la mencionada. Generalmente los productos refrigerados suelen ser alimenticios y más concretamente de la pesca.

## Galería

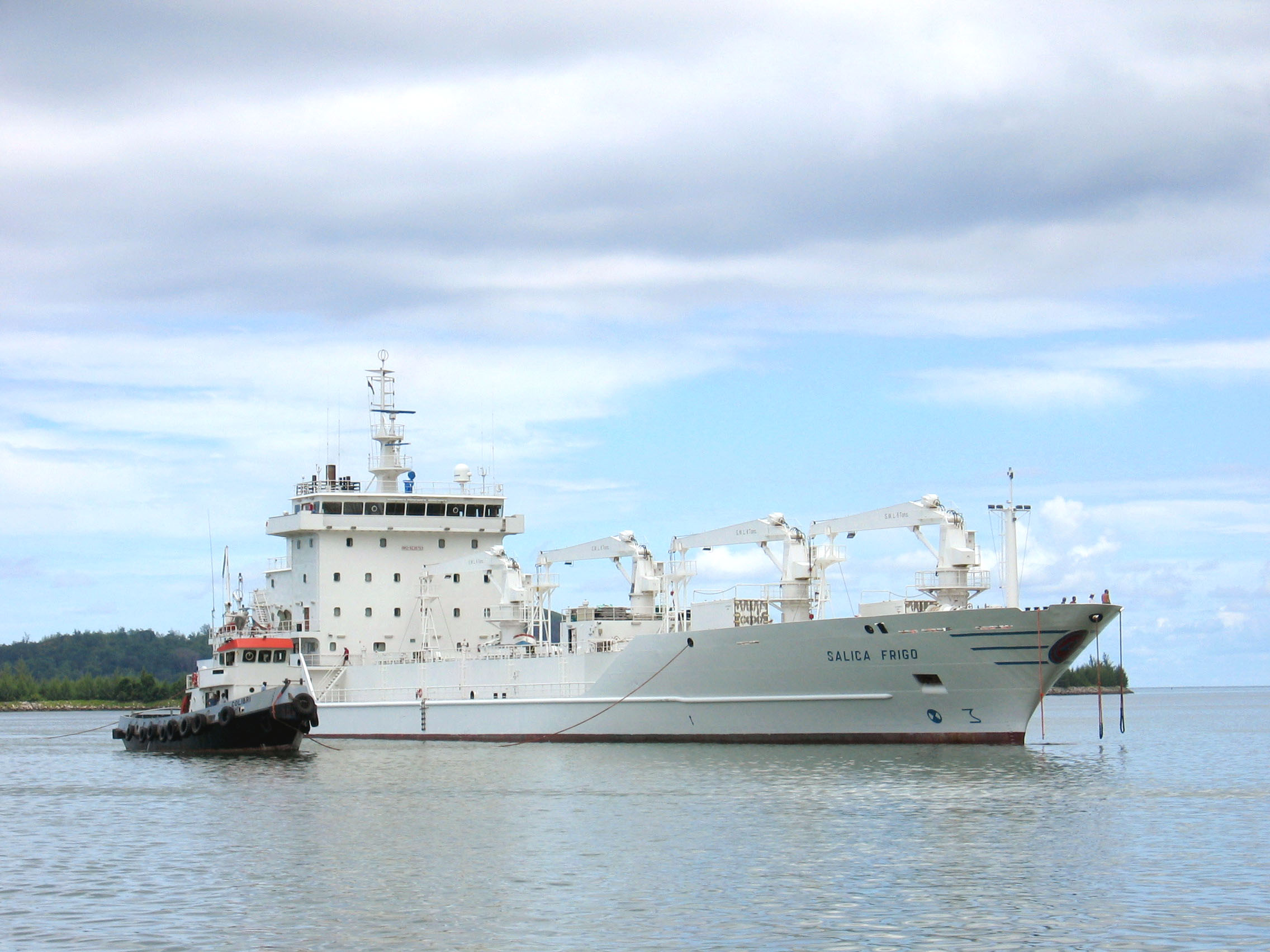
Buque frigorífico
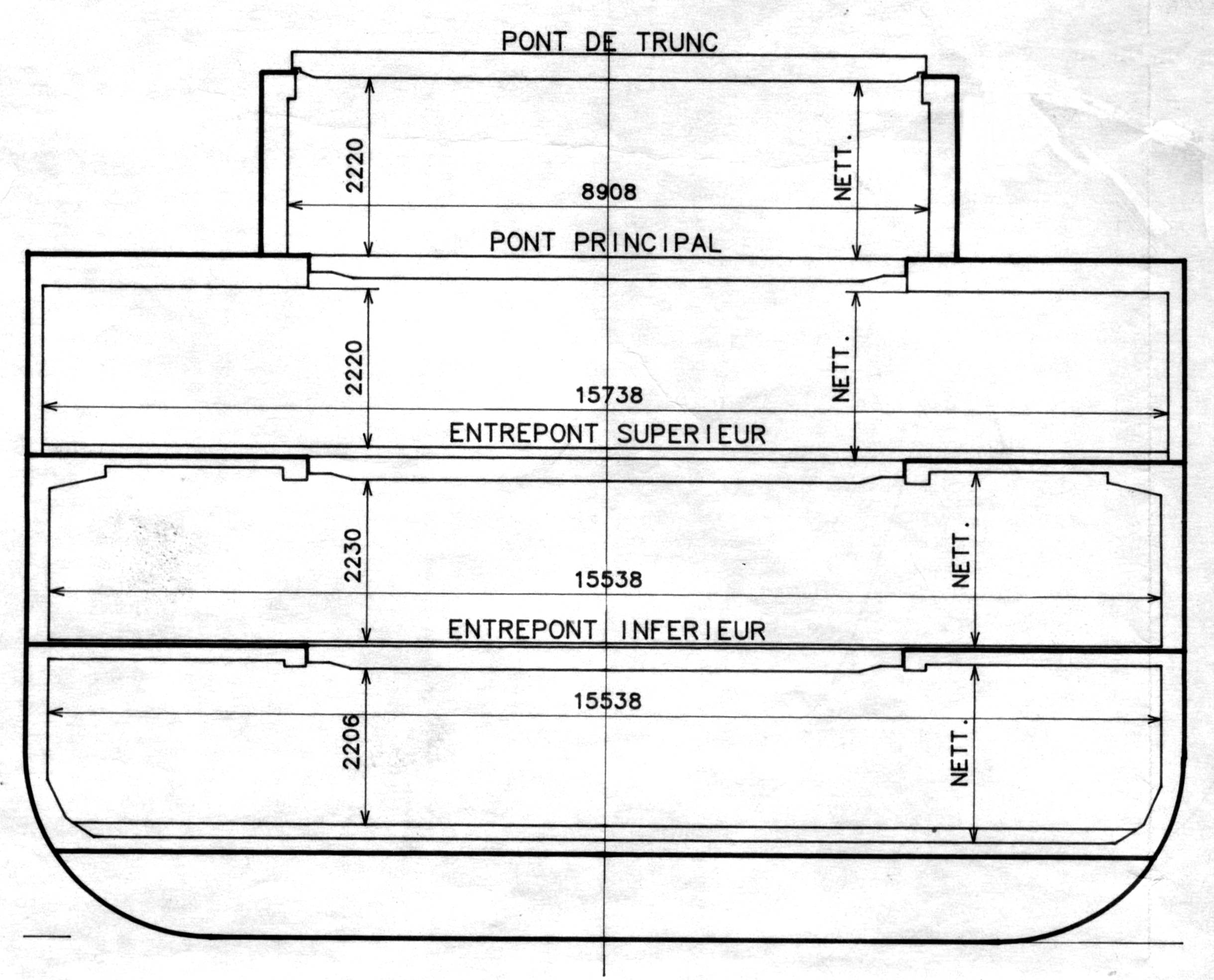
Corte sección trasversal
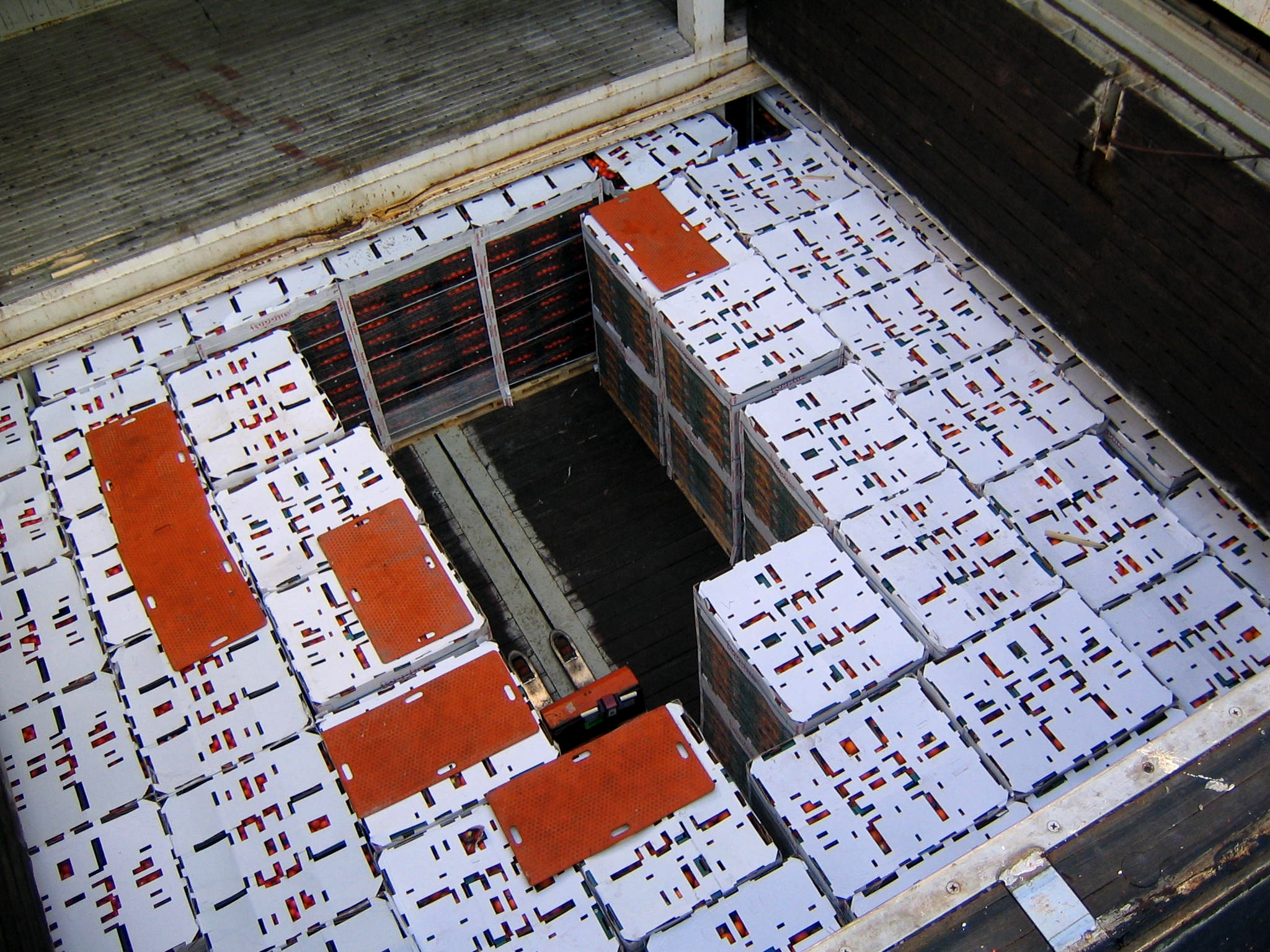
Vista del interior de bodega